# 맨체스터 메트로폴리탄 대학교
맨체스터 메트로폴리탄 대학교(Manchester Metropolitan University)는 잉글랜드 맨체스터 중심부에 위치한 대학교이다. 이 대학교의 학생 수는 40,000명 이상이며 직원 수는 4,000명 이상이다. 4개 시설(예술인문/Arts and Humanities, 비즈니스법학/Business and Law, 보건교육/Health and Education, 과학공학/Science and Engineering)의 본거지이며 2021/21 기준으로 학생 수 기준으로 영국 최대의 대학 중 한 곳이다.